# Arak's (ort i Armenien)
Arak's (armeniska: Arak’s) är en ort i Armenien.   Den ligger i provinsen Armavir, i den västra delen av landet, 23 kilometer sydväst om huvudstaden Jerevan. Arak's ligger 841 meter över havet och antalet invånare är 1 442.
Terrängen runt Arak's är mycket platt. Runt Arak's är det ganska tätbefolkat, med 155 invånare per kvadratkilometer.. Närmaste större samhälle är Etjmiadzin, 12,4 kilometer norr om Arak's.
Trakten runt Arak's består till största delen av jordbruksmark.